# Johannes de Cuba

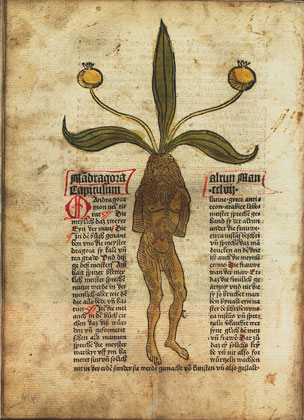
Gart der Gesundheit

Johann Wonnecke von Kaub o von Caub, que latinizó su nombre como Johannes de Cuba, es el autor del primer libro de historia natural impreso en el siglo XV.
Se sabe poco de la vida de Cuba. Probablemente fuera médico en Fráncfort.
Su libro apareció en alemán con el título de Gart der Gesundheit (1485) y posteriormente es traducido al latín con el título de 'Hortus sanitatis (1491) editado por Jacob von Meydenbach. Contrariamente a lo que piensas algunos especialistas parece que no se trata de una traducción de Latin Herbarius de 1484 sino más bien una obra original de mayor tamaño. 
Se tradujo al francés en 1500 con el título de Jardin de santé : herbes, arbres et choses qui de iceuly coqueurent et conviennet a lusage de medecine.
- Dit is de genochlike Garde der suntheyt. to latine Ortulus sanitatis edder Herbarius gen[oemet dar me ynne vindet alle arth nature vñ eghenschop d ́krudere vnde der eddelen stene. Dorch welkerer krafft vñ d[oe]get de krancke gesunt vñ de ghesunde minsche vor krãkheyt bewart werdẽ mach. Jtẽ wo mẽ des minschẽ water beseen vñ recht richtẽ schal. Jtẽ yn dem̃ ende desses bokes vindestu eyn register dat dy behendichliken na wiset wor eyn yewelk krut saet sap vnde eddel steen gud edder scheddelick to ys.] Lübeck 1520

La obra Hortus sanitatis está dividida en varios tratados.
- De Herbis, la más famosa, trata de las plantas y de su uso medicinal, 530 cap.

- De animalibus vitam in terris ducentium que trata sobre los animales terrestres, 164 cap.

- De avibus, tratado sobre las aves además de sobre los animales voladores en general (incluye murciélagos e insectos voladores).

- De piscibus de 106 cap. es un tratado sobre los peces y los 'monstruos marinos' (donde aparece una famosa ilustración de una sirena).

- De lapidibus de 144 cap. sobre piedras preciosas.

- Tractatus de Urinis.

La obra en general tiene una evidente vocación médica. Las ilustraciones son rudimentarias aunque fieles a la realidad. El autor recoge sin críticas numerosas leyendas. Como el árbol de la vida del paraíso, las sirenas, el centauro...